# غلين ريان
غلين ريان (بالإنجليزية: Glenn Ryan)‏ هو لاعب كرة القدم الغالية أيرلندي، ولد في 20 أكتوبر 1972 في كيلدير في جمهورية أيرلندا.